# Megaselia pallidizona
Megaselia pallidizona är en tvåvingeart som först beskrevs av William Lundbeck 1920.  Megaselia pallidizona ingår i släktet Megaselia och familjen puckelflugor. Arten är reproducerande i Sverige. Inga underarter finns listade i Catalogue of Life.